# Jaco Stamperius
Jacoba Alice Elisabeth (Jaco) Stamperius (De Bilt, 28 juli 1921 – Maassluis, 10 juli 1975) was een Nederlands verzetsstrijdster tijdens de Tweede Wereldoorlog. 

## Levensloop
Jaco Stamperius werd geboren in De Bilt, als dochter van letterkundige Jacob Stamperius en Maria Balk. In 1938 slaagde ze voor het eindexamen HBS-B aan het Christelijk Lyceum in Zeist. Ze ging vervolgens medicijnen studeren in Utrecht. In 1939 verhuisde ze vanuit Zeist naar Utrecht, waar ze ging wonen op Heerenstraat 23. Ze werd lid van de UVSV. In 1942 verhuisde ze naar Wittevrouwensingel 106.

### Tweede Wereldoorlog
Tijdens de oorlog deed Stamperius verzetswerk. In maart 1943 werd ze, samen met haar vriend Jelle de Jong, een vaste medewerker van het Utrechts Kindercomité. In het voorjaar van 1943 bracht ze veel kinderen naar onderduikadressen. 
Na de mislukte aanslag in Esch, in juni 1943, dook Stamperius, inmiddels ongeveer een half jaar zwanger, onder in Tiel. Ook daar verrichtte ze verzetswerk. In september 1943 bracht ze in het ziekenhuis van Tiel haar dochter Hannemieke ter wereld. Aangezien De Jong zijn dochter niet wilde erkennen, kreeg zij de achternaam Stamperius. Hannemieke Stamperius werd later bekend als feministisch auteur van wetenschappelijk werk (literatuurwetenschappen), kinderboeken, literaire romans (onder het pseudoniem Hannes Meinkema) en detectives (onder het pseudoniem Justa Abbing).

### Na de oorlog
Na de oorlog trok Jaco Stamperius met haar dochter in bij een tante in Bilthoven. In 1948 behaalde ze het doctoraal examen geneeskunde. In hetzelfde jaar trouwde ze met F.A. Nelemans. In 1949 promoveerde ze aan de Universiteit Utrecht. Ze praatte nooit meer over de oorlog.
Jaco Nelemans-Stamperius overleed in 1975 op 53-jarige leeftijd in Maassluis.
- International Standard Name Identifier: 0000 0003 9037 4550
- Système universitaire de documentation: 259296163
- Virtual International Authority File: 283965678